# Kocioł Kazalnicy

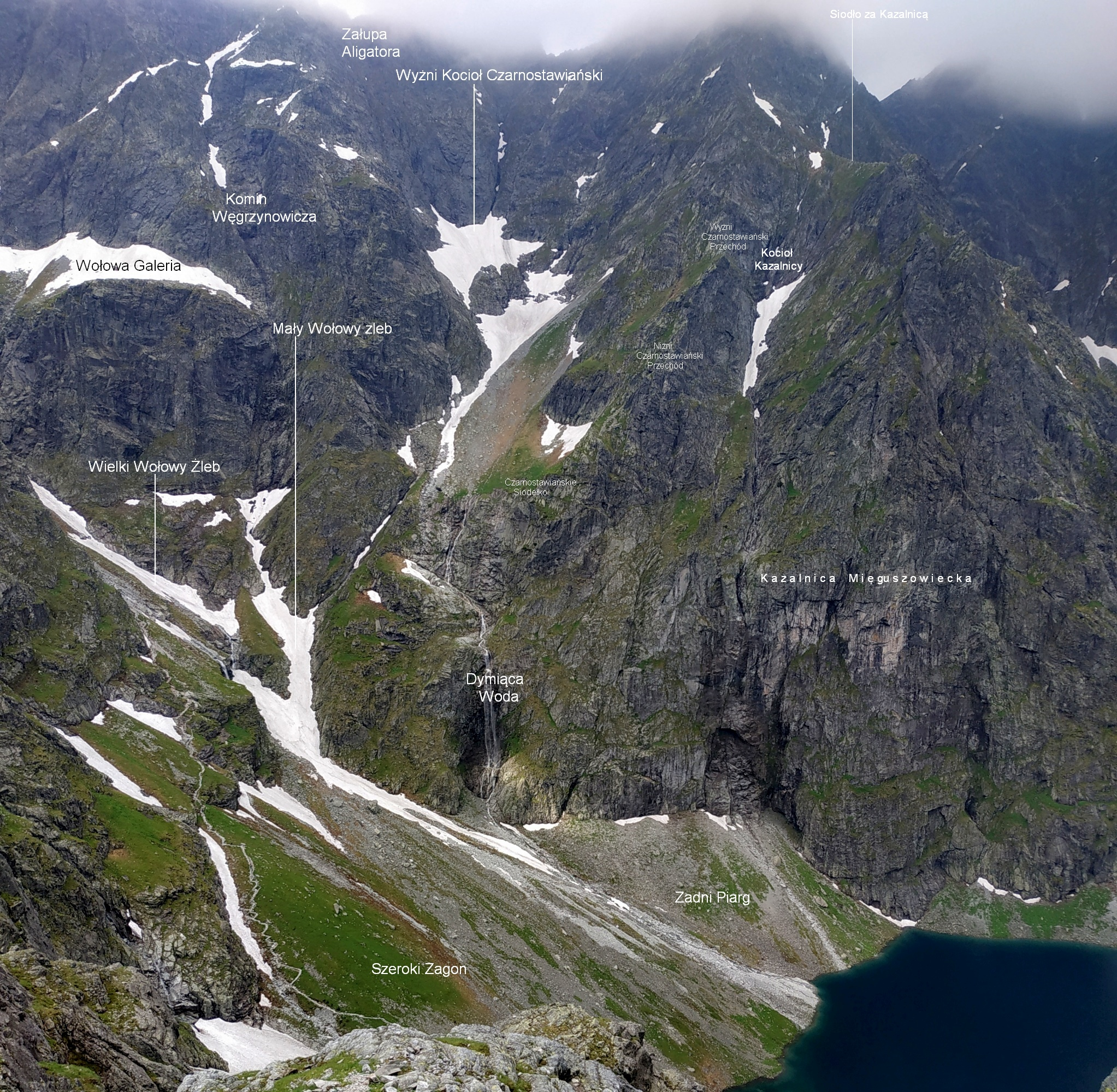

Kocioł Kazalnicy, Sanktuarium – kocioł lodowcowy na północnych stokach Mięguszowieckiego Szczytu Czarnego w polskich Tatrach Wysokich. Znajduje się pomiędzy dwoma ramionami jego północno-wschodniej grzędy opadającej nad Czarny Staw. Są to:
- grzęda lewa (patrząc od dołu), w której znajdują się: Wyżni Czarnostawiański Przechód, Czarnostawiańska Strażnica, Niżni Czarnostawiański Przechód i Czarnostawiańskie Siodełko,
- grzęda prawa zakończona ścianą Kazalnicy[2].

W górnej części między tymi ramionami jest wąski żlebek o pionowych bocznych ścianach, który niżej przechodzi we właściwy Kocioł Kazalnicy. Od strony Czarnego Stawu podcięty jest on pionową ścianą Kazalnicy łączącą się ze ścianą lewej grzędy.
Do Kotła Kazalnicy najłatwiej można się dostać z Siodła za Kazalnicą lub z Wyżniego Czarnostawiańskiego Kotła przez Niżni i Wyżni Czarnostawiański Przechód. Stanowią one jedyne miejsca w lewej grzędzie, przez które bez większych trudności można przejść między tymi dwoma kotłami, poza tym cała grzęda od strony Kotła Kazalnicy jest podcięta prawie pionową i kruchą ścianą. Można też do Kotła Kazalnicy dostać się przez Czarnostawiańskie Siodełko, ale w tym przypadku do kotła zjazd na linie.

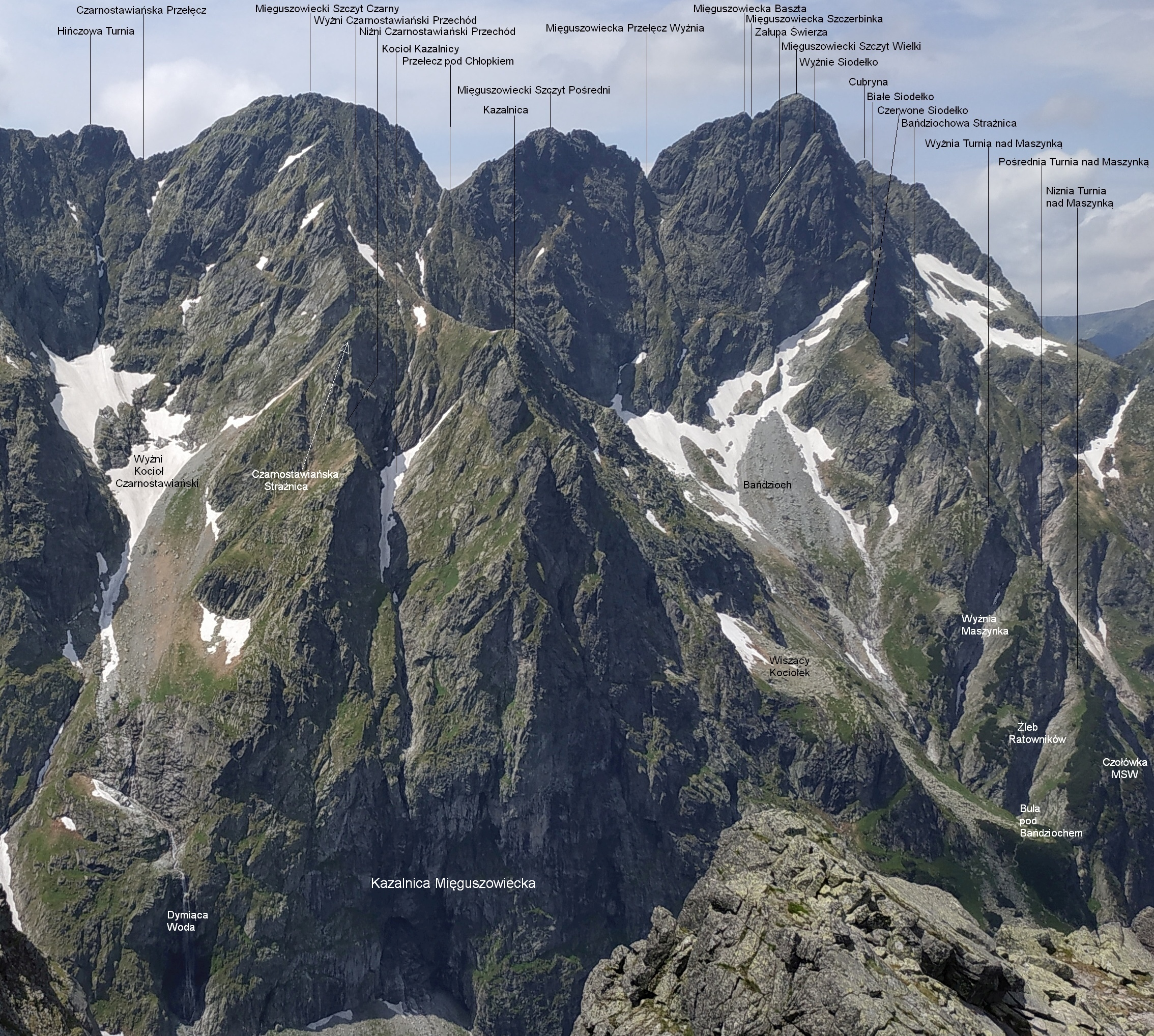